# Lordithon lunulatus
Lordithon lunulatus — маленьких жук с ярким красным, чёрным окрасом и белой полоской между вторым и третьим сегментами брюшка и на кончиках надкрылий ближе к переднеспинке.

## Распространение
Распространён в Европе.

## Описание
Жук длиной до 5 мм. Переднеспинка и 4—7 брюшные сегменты рыжего цвета, 1, 2 и 3 брюшные сегменты, надкрылья и голова чёрные, лапки бледно-рыжие почти белые. Усики длинные, белые, шесть последних сегментов чёрные.

## Экология и местообитания
Взрослых жуков можно встретить в древесных грибах летом и осенью, где они охотятся на других насекомых питающимися этими грибами.